# Statuenmenhir von Picarel

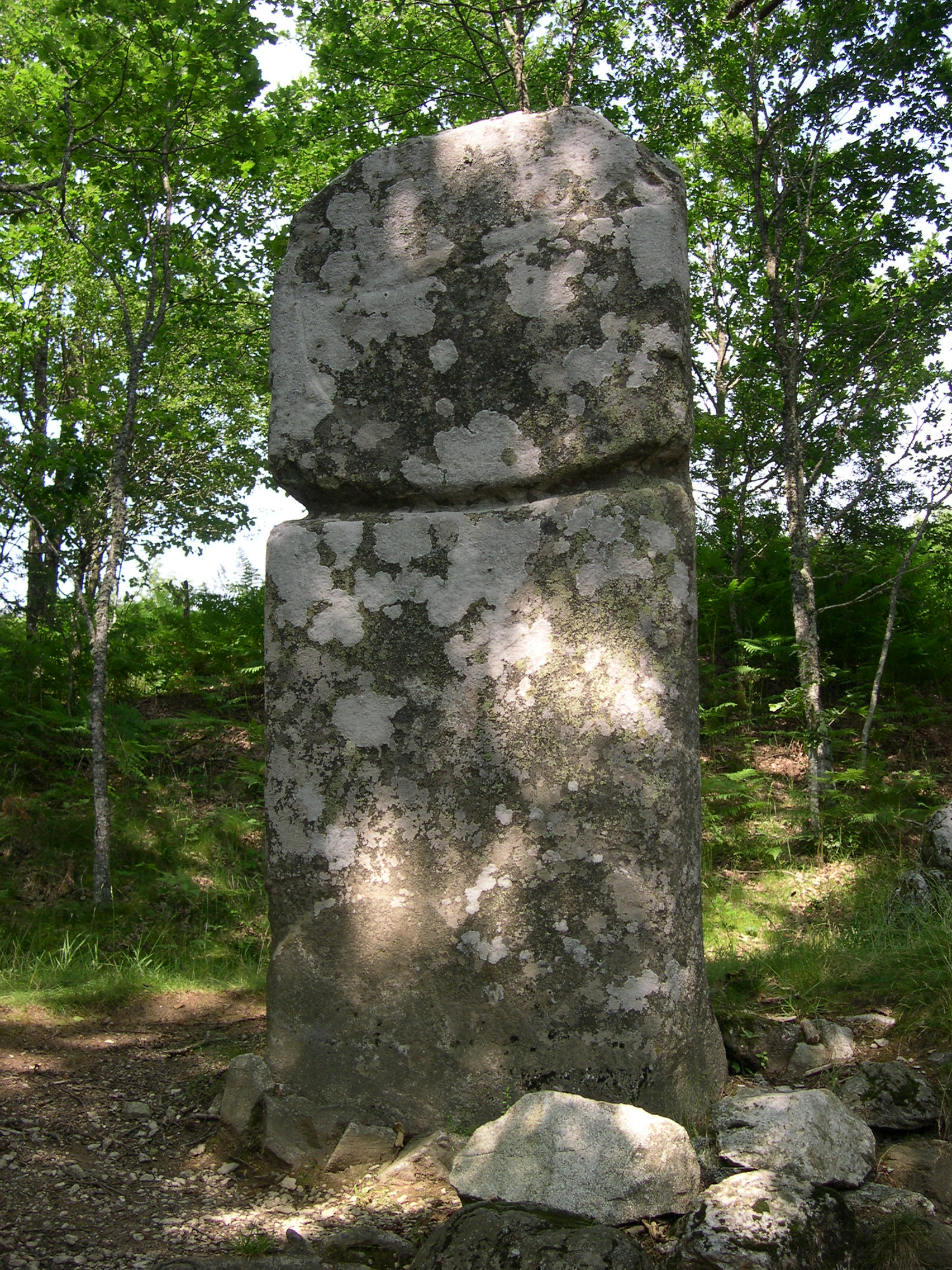
Statuenmenhir von Picarel

Der Statuenmenhir von Picarel steht an einem Waldweg südlich von Fraisse-sur-Agout westlich der Straße D169 im Département Hérault in Frankreich.
Er ist nicht zu verwechseln mit dem Menhir Pierre levée von Picarel in Saissac im Département Aude.
Der über 2,0 Meter hohe, etwa 60 cm breite und 25 cm dicke Statuenmenhir ist nach Südwesten ausgerichtet. Die deutlich sichtbaren Markierungen auf dem Stein, ein tiefer Schnitt auf halber Höhe und einige Kreise im oberen Teil, sind modern. Zweifellos wurde versucht, einen Mühlstein daraus zu machen. Die ursprünglichen Schnitzereien sind so schwach, dass sie heute fast unsichtbar sind. Vor etwa 180 Jahren, als der Stein entdeckt wurde, waren sie klar erkennbar. 